# Carignan (Ardennes)
Carignan je francouzská obec v departementu Ardensko v regionu Grand Est. V roce 2011 zde žilo 3 047 obyvatel. Je centrem kantonu Carignan.

## Sousední obce
Blagny, Les Deux-Villes, Euilly-et-Lombut, Matton-et-Clémency, Osnes, Sailly, Tétaigne, Vaux-lès-Mouzon

## Vývoj počtu obyvatel
Počet obyvatel 